# أبراموفيت
الأبراموفيت (بالإنجليزية: Abramovite) هو معدن نادر جدا من أملاح الكبريتيد والملح السلفوني له الصيغة الكيميائية Pb 2 Sn In Bi S 7. يوجد على شكل بلورات صغيرة مستطيلة الشكل على شكل صفائح، ويتميز ببنيته غير المتجانسة.

## أصل الكلمة والتاريخ
تمت تسمية أبراموفيت على اسم عالم المعادن ديمتري فاديموفيتش أبراموف (مواليد 1963)، روسيا.
واكتشفت من نواتج مترسبة على بركان كودريافي في جزيرة إيتوروب في أرخبيل جزر الكوريل، مقاطعة ساخالين أوبلاست، في الشرق الأقصى الروسي.

## التشكل
أبراموفيت هو نتاج ترسيب من غازات الفوماروليك 600 °م (1,112 °ف) من بركان طبقي نشط.